# أحمد بن محمد آل ماجد
أحمد بن محمد بن عبد الله آل ماجد الهزاني العنزي الأحسائي (1856 - 1911) شاعر وناثر وتاجر سعودي. ولد في مدينة الهفوف بالأحساء ونشأ وتعلم بها على علمائها. حفظ القرآن، وتعلم القراءة والكتابة في المدارس الأهلية بها، ثم ارتقى في دراسته فقرأ على علماء الدين في عصره. اشتغل بالتجارة، وكثرت رحلاته بين الهند وقطر والعراق، وكان له مسجد بالهند يصلي فيه بالناس يسمى باي رون. 

## سيرته
هو أحمد بن محمد بن عبد الله آل ماجد الهزاني العنزي الأحسائي. ولد في مدينة الهفوف بالأحساء سنة 1273 هـ/ 1856 م ونشأ بها. حفظ القرآن وتعلم القراءة والكتابة والحساب والجبر في مدارس الهفوف، ثم قرأ على علماء عصره العلوم الأدبية والدينية من مبادئ النحو والفقه والفرائض والتجويد.

عاش معظم حياته في قطر للتعليم، وتنقّل بين الأحساء وقطر والعراق والهند للتجارة. فكان يستورد البز والكماليات من الهند. وكان له مكتب تمثيل تجاري في كل من مومباي وعدن. 

توفي أحمد آل ماجد سنة 1330 هـ/ 1911 م في مسقط رأسه.

## شعره ونثره
لم يترك ديوانًا، مخطوطًا أو مطبوعًا، والمتداول من شعره قصائد قلائل في الدراسات سيرته. له أيضًا مجموعة من الرسائل المسجوعة. ذكرت في معجم البابطين عن شعره وشاعريته:
من شعره في تأسيس الصالحية:

## وصلات خارجية
- في بوابة الشعراء
- في معجم البابطين